# Xanthopimpla brevicauda
Xanthopimpla brevicauda là một loài tò vò trong họ Ichneumonidae.